# الإمارة الخالدية الأولى
ٱلۡإِمَارَةُ ٱلۡخَالِدِيَّةُ ٱلۡأُوۡلَىٰ أو إِمَارَةُ بَنِي خَالِدٍ ٱلۡأُوۡلَىٰ أو إِمَارَةُ آلِ حُمَيۡدٍ ٱلۡأُوۡلَىٰ هي دولةٌ سابقة ظهرت في شبه الجزيرة العربية ما بين (1080 – 1210هـ = 1669 – 1796م) وسُميت بهذا الاسم نسبةً إلى الأسرةِ الحاكمة «آل حُمَيْدْ»(أ) الّتي تنتمي إلى قبيلةِ بني خالد، قبل ظهور الأسرة في المسرحِ السّياسيّ كانت الدَّولة العُثمانيَّة تشقُ طريقها إلى الأحساء لمواجهةِ البُرتُغاليين في الخليج العربي. شارك آل حميد في هذا الصِّراع إلى جانبِ الدَّولة العُثمانيَّة، واستطاعت الدَّولةُ العُثمانيَّة الاستيلاء على الأحساء لتكونَ إحدى إيالاتها لفترةٍ من الزَّمن حتى اضطربت أحوال الدَّولة العُثمانيّة في العِراق، ثَمَّ فقدها الاتصال بولايتها في الأحساء ما أتاح الفُرصة لبني خالد طرد الوالي العُثماني من الأحساء. نجح بنو خالد في طرد الوالي العُثماني بقيادة برَّاك بن غُرَيْر آل حميد الخالديّ سنة 1669 لِيؤسِّسَ إمارةً متخذًا المبرَّز عاصمةً لها.
بعد استقرار الأوضاع السّياسيّة لبني خالد في الأحساء بدأوا حملاتهم العسكريَّة على نجد لفرض سيطرتهم عليها، ونافسهم في ذلك الأشراف، ولكنّ الظروف السياسيّة في مكّة لم تسمح للأشراف استكمالَ الصّراع مما سهَّلَ لبني خالد الاستيلاء على نجد. حظيت الأحساء ونجد بالأمان لفترةٍ زمنيَّة فازدهرت تجارتها، إلا أنّ ظهور الدَّعوّة الوَّهابيّة والصّراع الدائم بين الأمراء الخوالد على السُّلطة أدّى إلى تراجع قوةِ الإمارة من نجد وسقوطِ الأحساء بعد وقعة الشيّط في سنة 1794. ولم يتوقف الحالُ بعد وقعة الشيط بل استمرت المواجهة بين الطرفين والتَّمرُدات لمدةِ سنتين حتى انتهت بانتصار آل سعود وسيطرتهم على الأحساء.

## التَّاريخ

### خلفية تاريخية والتأسيس

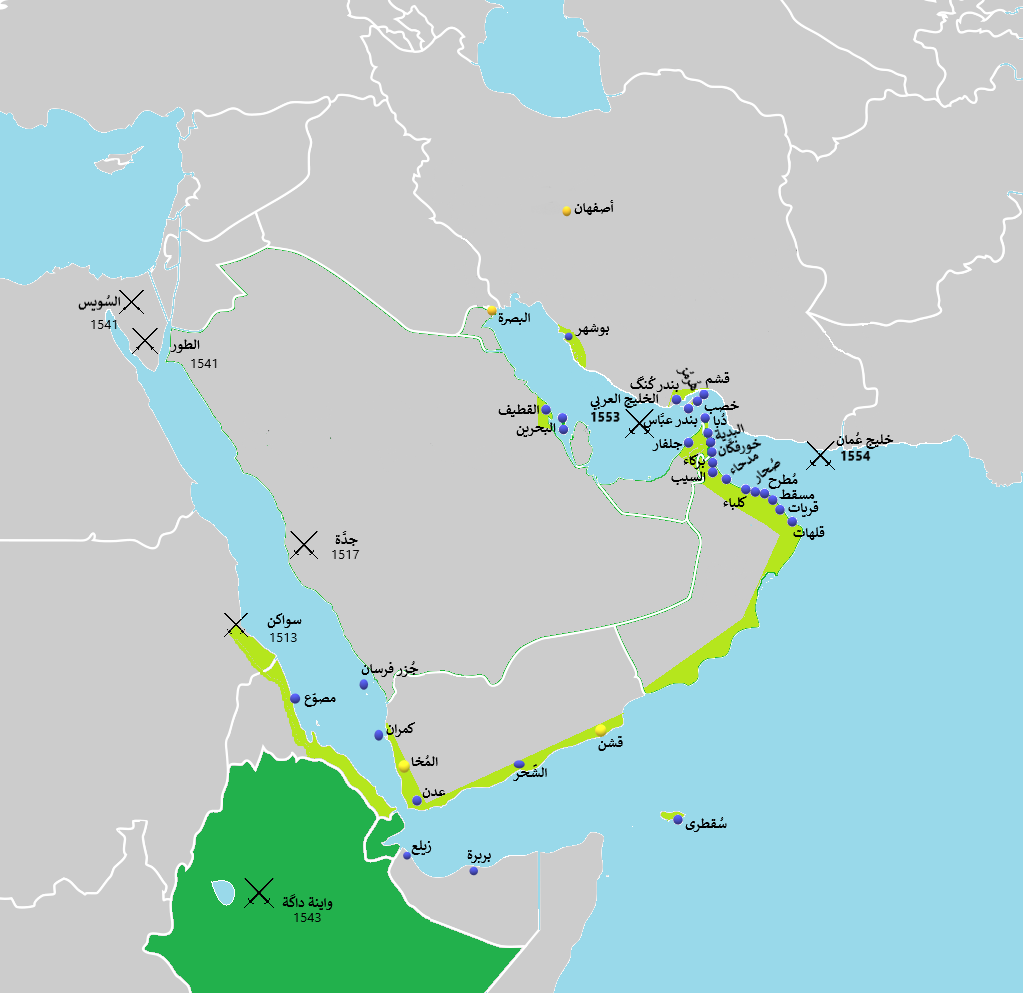
خَريطة تُظهر المُستَعْمَرات البُرتُغالية في شِبهِ الجَزيرة العربيَّة.

كانت الدولة العثمانيَّة تُنافس الإمبراطورية البرتغالية على الممتلكاتِ العربيّة في الخليجِ العربيّ وكان لهذا التنافس أثرٌ بالغٌ على سيطرةِ الدَّولةُ العُثمانيّة لمنطقةِ الأحساء، كانت الدولةُ العثمانيَّة خطَّ دِفاعٍ عن المُسلمين ضدَّ الغزو البُرتُغالي لشبهِ الجزيرة العربيَّة والأماكنُ المقدَّسةِ فيها لا سيما أنَّها أوَّلُ قوةٍ إسلاميّة تقاومُ الغزوَ البُرتُغاليّ، كانت الأحساء تحت حُكم الجبريين وارتبط الجبريون مع الدّولةِ العُثمانيّة بعد استيلائها على بغداد في سنةِ 1534، أصبحت الإمبراطورية البرتغالية تشكلُ خطرًا على الدَّولةِ العُثمانيَّة بعد احتلالها لمملكةِ هُرمُز التي تضمُ جزءً كبيرًا من الخليجِ العربيّ وكان لا خيارَ للدولةِ العثمانيَّة سوى إحتلال الأحساء، لذلك جهَّزَ السُّلطانُ العُثمانيّ سُلَيمانُ القانونيّ جيشًا بقيادةِ مُحمَّد باشا لفتحِ الأحساء في سنة 1556 ونجحت الحملةُ العسكريّة على الأحساء ومن بعدها أصبحت إيالة عثمانيَّة.
كانت الدولة العثمانيَّة مُهتمة جدًا بمنطقة الأحساء ومع وجود ميناء القطيف -الميناءُ الثاني للعثمانيين في الخليج العربيّ بعد ميناء البصرة- أصبحت المنطقة في مرحلة أُخرى من الصِراع، كانت الأحساء خط الدفاع الشرقي للعثمانيين ضد البرتغاليين في الخليج العربيّ وكان ميناء القطيف أحد عوامل انتصار الدولة العثمانيَّة في الصراع الخليجي فقد اتجه العديد من السفن العثمانيَّة للاحتماء فيه أثناء الصراع مع البرتغاليين، واجهت الدولة العثمانيَّة صُعوبات في الحِفاظ على منطقة الأحساء بسبب طبيعة المنطقة وبُعدِها عن إستانبول عاصمةُ الدولة العثمانيَّة وإهمالها للمنطقة سياسيًا، فقد كان أُمراء الإيالة يحققون المكاسب من المنطقة لمصالحهم الشخصيَّة، أدت هذه العوامل إلى خَلق مشكلات عديدة مع أهل المنطقة حيث زادت التَّدخُّلات الخارجيَّة من الصفويين والبرتغاليين ونهوض الثورات من أهل المنطقة على الحُكم العثمانيّ وانضمام بعض من الجنود العثمانيين إلى الثوار.
كان لقبيلة بني خالد دور في إشعال الثورة على الحُكم العثمانيّ لأنها من القبائل الكبيرة في الصحراء في ذاك الوقت وكانت فرصة لهم في فرض حكمهم على المنطقة، شن بنو خالد العديد من الغارات العسكرية لإسقاط العثمانيين ولكن جميعها باء بالفشل ولعل أشهر تمرد من هذه القبيلة هو ثورات سعدون آل حميد في سنة 1559 والتي استمرت قُرابة 46 سنة، كانت ثورة سعدون آل حميد هي الأخطر من بين جميع محاولات الانقلاب لأنها الثورة التي كادت تُسقط والي الأحساء في ذاك الوقت وأدت ثورات سعدون إلى تدَخُل سُلطان الدولة العثمانيَّة مراد الثالث بإرسال خطاب إلى سعدون آل حميد يطلب منه توضيح أفعاله المضادة للسلطنة، كان رد سعدون غير إيجابي واستمر في الثِورة على الدولة العثمانيَّة حتى سنة 1595 عندما زادت قوة المسؤول العُثماني على الأحساء، كانت علاقة بني خالد مع الدولة العثمانيَّة مُتَغيرة فكُلَّما زادت قوة الوالي العثمانيّ على الأحساء قَلَ تمرد بني خالد والعكسُ بالعكس.
مرّت ستة عقود على حُكم الدولة العثمانيَّة في الإحساء وكان العثمانيون يعانون من الاضطرابات المستمرة في العِراق والاحتلال الصفوي للبصرة مما أدى إلى فقدان اتصال الدولة العثمانيَّة بولايتها في الأحساء، استغلت قبيلة بني خالد هذه الفرصة وثارت على الولاة العثمانيين في الأحساء سنة 1669 ونجحت أسرة آل حُمَيْد من بني خالد بقيادة براك بن غرير في السيطرة على الأحساء وطرد الولاة العثمانيين واحتلال القطيف واستطاعوا هزيمة العثمانيين في الكوت وكانت الكوت أخر نقطة تواجه بين العثمانيين وبني خالد، حاولت قبيلة المنتفق إلى جانب الدولة العثمانيَّة استرجاع الأحساء من بني خالد لكن محاولتهم في سنة 1670 باءت بالفشل.

### الصراع مع الأشراف في نجد

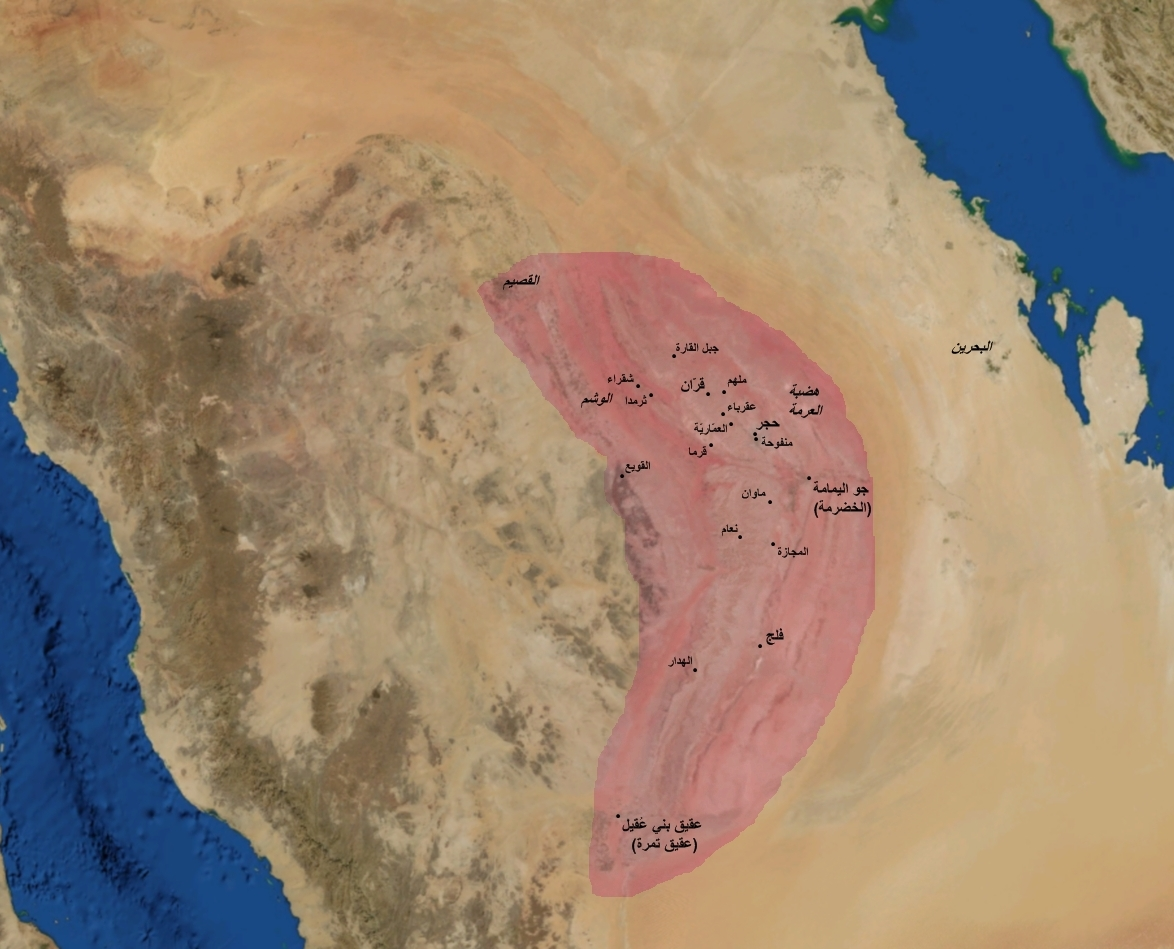
إقليم اليَمامة، الإقليم الذي وقعت فيه معارك الأشراف وبني خالد.

بعد استقرار الأوضاع في الأحساء لبراك نجحَ في تأسيسِ إمارةٍ خالديةٍ شَملت شرق شبه الجزيرة العربية واتخذ مدينة المبرَّز عاصمة لإمارته لكونها أول مدينة يسكنها بنو خالد وكان مُهتمًا بالعلماء والشعراء، كان براك يطمح لتوسعة إمارته فبدأ باليمامة، وفي عهده كانت منطقة اليمامة قُرىً متفرقةً متصارعةً على حُكم المنطقة منذ زوال الدولة الأخيضرية. في منتصف القرن الحادي عشر وصولًا إلى القرن السابع عشر لم يكن لليمامة وحدة سياسية مُتحدة وإنما كانت منطقة نزاعات وصراعات على السُلطة، في الجهة الأخرى من اليمامة نجدُ منطقة الحِجاز التي كانت تخضع لأشراف مكة التابعين للدولة العثمانيَّة وكان الأشراف يهاجمون القُرى في اليمامة من فترة إلى أُخرى، كان ارتباط أهل نجد مع الأحساء أقوى من الحجاز خصوصًا أنهم كانوا يعتمدون على الأحساء في المحاصيل الزراعية مثل التمر مع أن الأحساء في عهد براك زادت فيها الأوبئة والمجاعات إلا أن هذا لم يوقف علاقة أهالي نجد مع الأحساء وعزم براك على غزوهم.
بدأت أول حملات براك في سنة 1670 مُتَّجهًا إلى منطقة العارض ليقاتل قبيلة الظفير واستطاع هزيمتهم وتَوجهَ إلى قرية سدوس في السنة نفسها لقتال آل كثير من الظفير فاغتنم أموالهم، وكان غالبية حملات براك على قبيلة الظفير لأنها من كِبار القبائل في منطقة نجد وكان يحاول إخضاعِهم لطاعته، ومن أشهر الحوادث بين براك والظفير حادثة أسر شيخ الظفير في سنة 1676، قام ابن السويط شيخ قبيلة الظفير بمهاجمة أطراف الأحساء بسبب ما عمَّ على منطقة نجد من القحط وأدى هجومه إلى أسره عند براك وبَقيَ مسجونًا حتى استجاب لطلبات براك فأُطلقَ سراحه، كانت الحملات العسكرية للإمارة الخالدية في عهد براك كلها موجهة لقبيلة الظفير وكانت قبيلة الظفير مصدر قلق الإمارة، بعد وفاة الأمير براك بن غرير في سنة 1682 تولى أخوه محمد حُكمَ الإمارة ودخلت الدولة في عهده مرحلة الإصلاحات الداخلية والإستقرار وتنظيم منطقة الأحساء وعلى عكس حملات براك التي كانت غارات كان هدف حملات محمد التوسع والسيطرة المباشرة على المنطقة.
نجح الأمير محمد في تثبيت أركان الدولة السياسية وبدأت حملاته العسكرية على أهل الخرج في اليمامة، وفي سنة 1687 غزا قبيلة سبيع في منطقة حاير وكانت هذه السنة مليئة بالأحداث الدموية بين نجد ومحمد آل غرير الذي كان يشن حملات عسكرية كثيرة في جنوب الرياض واستطاع أن يسيطر على جنوب نجد سيطرةً مباشرة، تعرضت بِلاده للأوبئة كالجراد والطاعون وماتَ في سنة 1691 وتولى ابن أخيه حُكمَ الإمارة وهو ثنيان بن براك الذي حكمَ الإمارة لمدة سنة واحدة فقط مُحاوِلًا توسعة إمارته ولكنه قُتل في إحدى غزواته ليتولى حُكم الإمارة من بعده سعدون بن محمد، دخلت الإمارة الخالدية في مرحلةِ الاستقرار منذ تولي سعدون حُكمَ البِلاد وانتقلت معاركُ بني خالد من الغرب في نجد إلى الشَّمال في البصرة بسبب وجود قوة تنافسهم وهم المنتفق، بعد هذه الأحداث التي جرت بين أُمراء بني خالد ومنطقةُ اليمامة تظهَرُ قوة الأشراف في الحجاز مرةً أخرى بعد غيابٍ طويل لأثرهم في نجد وذلك بسبب صراع دام عشر سنوات بين الأشراف على السُلطة لينتهي الصِراع باستيلاء الشريف سعد بن زيد على الحُكم في مكة سنة 1695.
مع أنَّ الأشراف عادوا إلى نجد وشنوا عديدًا من الغارات على قبائلها لكن لا يُذكر أي تدخل لبني خالد في شأن هذه الغارات غير أنَّ أهل الأحساء كانوا يخافون من وصول غزوات الشريف سعد إليهم، في سنة 1700 تدخلَ سعدون آل حميد في أحوال نجد مما أدى إلى انسحاب الشريف سعد وأتباعه من نجد إلى الحجاز وكان هدفُ سعدون هو إخضاع قبيلة الظفير لطاعته، جرت معاركَ عديدة بين سعدون والظفير وإلى جانبها قبائل أخرى في منطقة القصيم أدت هذه النزاعات في النهاية إلى استيلاء سعدون على شمال نجد وضمها للإمارة سنة 1721.

### العصر الذهبي
| حدود الإمارة الخالدية |
| --- |
| حما من ربا هجر إلى صاحى اللوىإلى الشام من جوف المعمر حدودهاإلى خشم رمّان إلى الغير مجنبٍإلى الشعرى وقمانها مع نجودهاإلى العرض للوادي الحنيفي مشرقوعن ما شمال كل هذي يسودهاإلى ذكر منها مرّع جاده الحيارعاها على رغم العدى ما يشودها |
| - البحث عن أعراب نجد وعما يتعلق بهم |

كانت الإمارة في أفضل أحوالها في أثناء حُكم سعدون الذي شهد عهده حُكمًا مُستقرًا ورخاءً واسعًا، وفي عهده استوطنَ العُتوب منطقة الكوَيت سنة 1713 لينتُجَ من استيطانهمِ إمارةً تحت حماية بني خالد ووفرَ سعدون الأمن والاستقرار لإمارته والموالين له من العتوب، ويذكر ابن علوان عن رحلته في نجد سنة 1708 أنه لم يجد متاعب أمنية وشهد عند وصوله للأحساء في عهد سعدون ما تنعم به من أمنٍ ورخاء وحسنَ تعامل السُّنة والشيعة بعضهم مع بعض، توفيَ سعدون بن محمد سنة 1723 وبعد وفاته دخلت الإمارة في صراع داخلي بين أفراد الأسرة الحاكمة حولَ الحاكم التالي. حصل الصِراع بينَ أبناء سعدون وإخوته وأستمرَ ثلاث سنوات لينتهي الأمر باتفاق الطرفين على تولي علي بن محمد آل حميد حُكمَ الإمارة، وفي عهده عمَّ القحط في معظمِ شبه الجزيرة العربية وتسبَّبَ في هلاكِ الماشية ونزوح أغلب سكان نجد إلى الأحساء؛ وكان من عادة أهل نجد الهِجرة إلى الأحساء في حال أصاب القحط بِلادهم.
مع أن الأشراف نزحوا من نجد إلا أنَّهم احتفظوا بسيادتهم الاسمية، فقد كانَ بعض الزُّعماء من الأشراف يُلقَّبون بشريف نجد والحجاز وعاملتهم الدَّولةُ العُثمانيَّة على ذلك؛ بينما كانت السيادة الفعلية لبني خالد٬ ولكن هذه السيادة لم تستمر طويلًا إذ بعد وفاة سعدون وُجد الكثيرُ من القبائلِ المتمرِّدة على سيادةِ بني خالد وعلى رأسها قبيلة الظَّفير، في الجهة الأخرى من أوضاعِ الجزيرة العربية كان هناك نزاع بينَ الأشراف على السُّلطة في مكة مما اضطر إلى نزوحِ الشَّريف محسن بن عبداللَّه وأنصارهُ إلى نجد سنة 1728، تحالفَ الشريف محسن مع الأمير علي لقتالِ الظَّفير ولكن هذا التَّحالف لم يستمر طويلًا لأنهُ كان تحالفًا لمصلحة الطَّرفين وفي نهاية الأمر أستطاعَ علي هزيمة المتمردين وتقوية السيادة الخالدية في نجد، مع مرورِ الوقت بدأت سيادة علي تضعفُ أمام أهلِ نجد مما أدى إلى تأمر بعض من أقرباء عليّ على سلطتهِ الضعيفة لينتهي الأمر باستلام سليمان بن محمد آل حميد الحكم سنة 1736 وفي عهده بلغت الإمارة أقصى اتساعٍ جغرافي لها.

### الحركة الوهابية وسقوط الإمارة

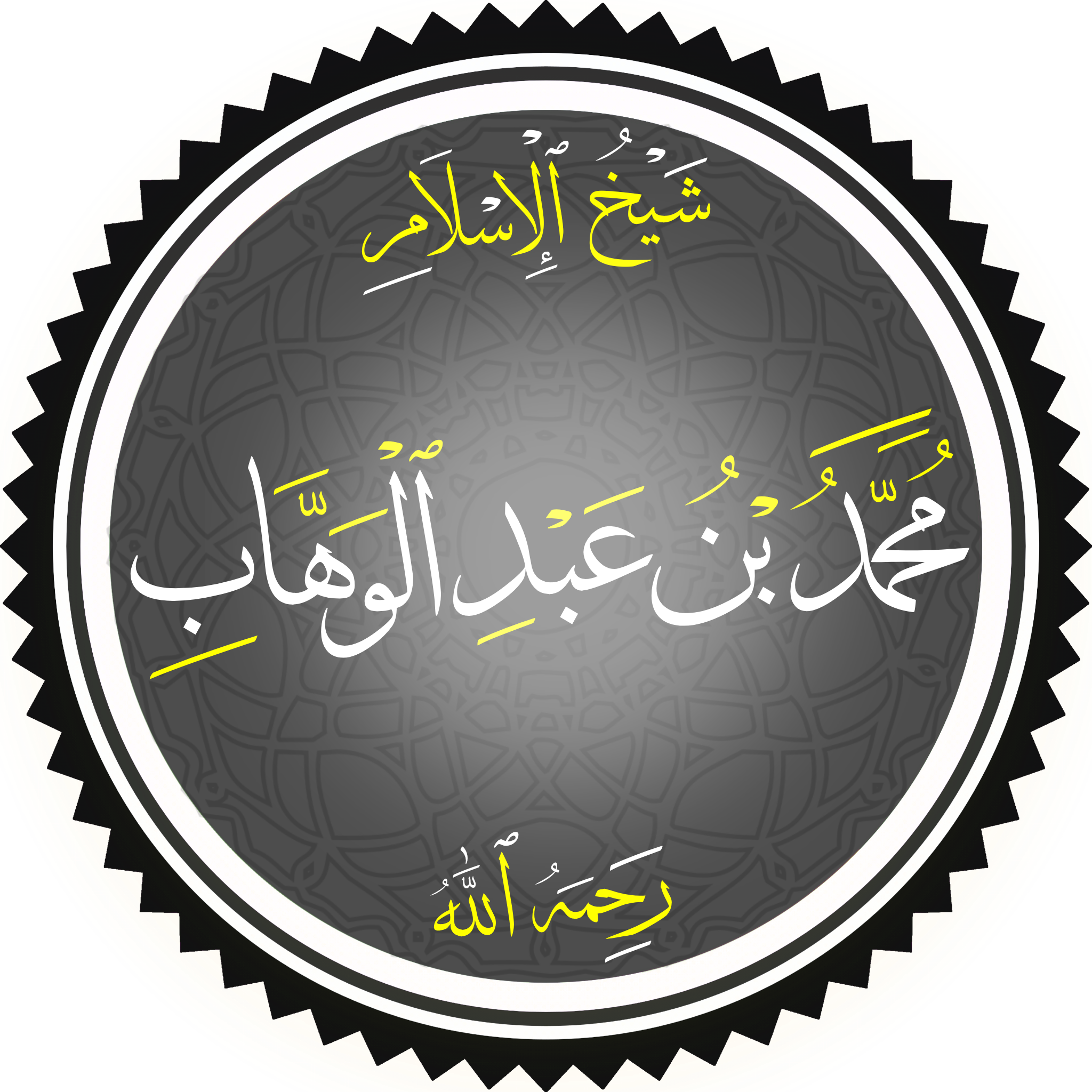
تخطيط اسم الإمام مُحمَّد بن عبدِ الوهَّاب بخطِّ الثُّلث، مؤسِّسُ الدَّعوة السَّلفيَّة في نجد وإليه تُنسب باسم الدعوة الوهابية.

في عهدِ سُلَيمان زاد نفوذُ الإمارة لتصل إلى حدودِ الشَّام والعِراق، عُرفَ سليمان بحبهِ الشديد للحياة والترف واستعمل الحكم لمصالحه الشَّخصية مما أثر على إدارته للبلاد وهذا الأثرُ السلبيّ شجعَ بعضًا من الإمارات الصغيرة في نجد على الانقلاب ضد سيادة بني خالد في المنطقة، لا سيما نهوض الحركة السَّلفية في نجد بقيادة الإمام مُحمَّد بن عبد الوهاب التي الحقت ضررًا واسعًا في سُلطةِ بني خالد في نجد واشتهرَ سليمان في عدوانهِ لدَّعوةِ محمّد في نجد ما أدّى إلى صراعٍ سياسيٍ وعسكري استمرَ لسنينٍ طويلة بين الأحساء ونجد، كان محمد بن عبد الوهاب ينشرُ دعوته تحت حماية أمير العيينة الأمير عثمان بن حمد بن معمر حتى تدخل سليمان وهددَ عثمان لإخراج محمد بن عبد الوهاب من العيينة إلى خارج جزيرة العرب أو تسليمه له في الأحساء، وإن لم ينفذ الأمر فسيفرض حصارًا اقتصاديًا على العيينة عن طريق قطع طرق التجارة بين العيينة ونواحيها في الأحساء والعراق، امتثلَ عثمان لأوامر سليمان مع أنه ناصر الإمام محمد إلا أنّ الضغط الاقتصادي أجبرهُ على إخراجِه من العيينة فسار محمد من العيينة إلى الدّرعية.
وصلت أخبارٌ إلى أمير الدّرعية محمد بن سعود عن قدوم محمد بن عبد الوهاب إلى الدّرعية فالتقى به مع ابنه عبد العزيز وأهل الدّرعية بإكرامٍ وقبولِ دعوته وبايعه على نصرة التَّوحيد في سنة 1744، توسعت الحركة الوَّهابيّة في نجد وأطرافها حتى أصبحت تشكلُ خطرًا على الإمارة الخالدية لا سيما بوجودُ صراعٍ داخلي بين الأمراء الخوالد على السُّلطة بعد وفاة سليمان في أثناء توسع السلفيين، لينتهي الأمر بسيطرة عريعر بن دجين على الحُكم في الأحساء سنة 1752، استطاع عريعر الاستيلاء على السُّلطة وكان نشاطه العسكريّ بأكمله على السلفيين وقاد حملةً كُبرى على الدّرعية سنة 1765 واستطاع في هذه الحملة فرضّ حصارٍ على الدّرعية لشهرٍ ولكنه لم يستولِ عليها، بعد فشل الحصار توجهت حروب عريعر مع آل سعود إلى الشمال في منطقة القصيم واستولى عريعر على بريدة وعنيزة سنة 1774 وفي أثناء استعداده لغزو الدرعية توفيَّ في العام نفسه وتولى الحكم من بعده ابنه بطين بن عريعر.
لم يستمر حُكمُ بطين طويلًا فقد مات في العام نفسه مخنوقًا على يد أخويه سعدون ودجين وكانت له محاولةٌ في احتلالِ الدَّرعية ولكنه انسحب إلى الأحساء بسبب هجوم قبيلة بني كعب على ميناء القطيف، كان بطين مُهملًا للعلماء ونصائحهم في إدارةِ الحُكم؛ مما أدى بالأخوين لقتلهِ ثم تولى الحُكم من بعده دجين لكنه مات في العام نفسه مسمومًا ليتولى الحُكمِ سعدون، تلك النِّزاعاتُ المُستمرَّة بين الأمراء الخوالد أدت إلى تمردِ أهل الأحساء على حُكم بني خالد في المنطقة لثلاثِ سنين واستطاع سعدون صدَّ الثّوار وبعد استقرار الحُكم له بدأ في حملاته العسكرية على الدّرعية لإسقاطِ الدَّعوة، لم تُحدِث معارك سعدون فارقًا كبيرًا على مستوى الصِراع وزادت الأمور عليه سوءًا بعد نقضهِ للصُّلح مع الإمام عبد العزيز بعدم مهاجمة أراضي نجد، ولم يحالفه الحظ في هذا النَّقض في استرداد أملاكه في نجد فقد أدى في النهاية إلى هزيمته في نجد مراتٍ متتاليةٍ وضعف الإمارة الخالدية.
كان الإمام عبد العزيز مُراقبًا لغزواتِ سعدون على مناطقِ نجد وأرادَ إشعال الفتنة بين الأمراء الخوالد من جديد فأرسل خطابًا إلى إخوةِ سعدون وبعض من الشيوخ يحثهم على قتلِ سعدون وأخذ السُّلطة منه، نجحتُ خطةُ عبد العزيز في إشعال الفتنة بين الأمراء الخوالد فثارَ دويحس على حُكمِ أخيه سعدون في سنة 1786 مدعومًا من قبلِ خاله عبد المحسن بن سرداح وأمير قبيلةُ المنتفق ثويني بن عبد الله وحدثت بينهم معركة أدت إلى هزيمة سعدون ولجوئه إلى الدّرعية وسيطرة دويحس على حُكمِ الإمارة مع أنَّ عبد المحسن بن سرداح كان حاكمَ الإمارة بحُكمِ الأمر الواقع، تلك النِّزاعاتُ الدَّاخليَّة أغرت الوَّهابيين بغزو الأحساء سنة 1789 ومع تدخل القوى المجاورة في سياسة بني خالد كقبيلة المنتفق ظهر مدى الضعف الذي وصل إليه الأمراء الخوالد في محاولتهم لاستعادةِ قوتهم، طوال فترةِ حُكمِ دويحس والإمارة كانت في حالةٍ من الفوضى السِّياسيَّة واستمر هذا الحال حتى مع غزو السَّلف للأحساء. حاول الأمراء الخوالد التَّصدي لغزو الوهابيين في وقعة غريميل ووقعة الشيّط لكن ذلك أدى في النَّهاية إلى سُقوطِ الإمارة في سنة 1794 بعد هزيمة بني خالد في وقعة الشيّط؛ ومع أن حُكم بني خالدٍ سقطِ إلا أن أهل الأحساء قاوموا الحُكم السَّعوديّ لمدة عامين حتى استطاع إبراهيم بن عفيصان القضاء على المتمردين.

## الحضارة

### الدِّين
اهتم بنو خالد بالعلماء بشكلٍ عام واستعانَ بعض من الأمراء الخوالد بهم في إدارةِ الحُكم ومع أنهم كانوا على المذهبِ السُّنّي المالكيّ وتعايشهم مع البيئة الشّيعيّة إلا أنّ تسامحهم مع المذاهبِ الإسلاميّة الأخرى كوَّن بيئة اجتماعية وعلميّة في المجالات المختلفة، اتُّيِعت الشَّريعةُ الإسلاميّة في المسائلِ القضائيّة مستهدين بالقرآنِ والسُّنّة النَّبويّة وكان للقاضي مكانةٌ عالية في الإمارةِ الخالدية حيثُ كان الناس يطمَحون إلى الوصولِ لمنصب القُضاء أكثر من الوظائفِ الأخرى.

### العُمران
اهتم بنو خالد في بناء المُدن في الأحساء والمناطق الشَّمالية وخاصةً في منطقة الكُوَيت فكان أول ما شيَّده الخوالد بناءً في الكُوَيت هو كوت ابن عريعر(ب) وبُنيت المساجد والبيوت والأسواق وذلك قبل مجيء العتوب إلى الكويت سنة 1713، ولعلّ ما ذكره واردن عن دور بني خالد في حماية الكويت من القوى المجاورة جعلها مع الوقت تزدهر بأمانٍ واستقرار حتى وصولِ العتوب إلى الكويت فكانوا تابعين إسميًّا لبني خالد بغرضِ الحماية إلى أن ضعفت الإمارة الخالدية، واستطاعت الكويت في ظل حماية بني خالد أن تزدهر عُمرانيًا وذكر ابن علوان في رحلته عن التشابه بين الكويت في عُمرانها وأبراجها وعُمران الأحساء.

### الاقتصاد

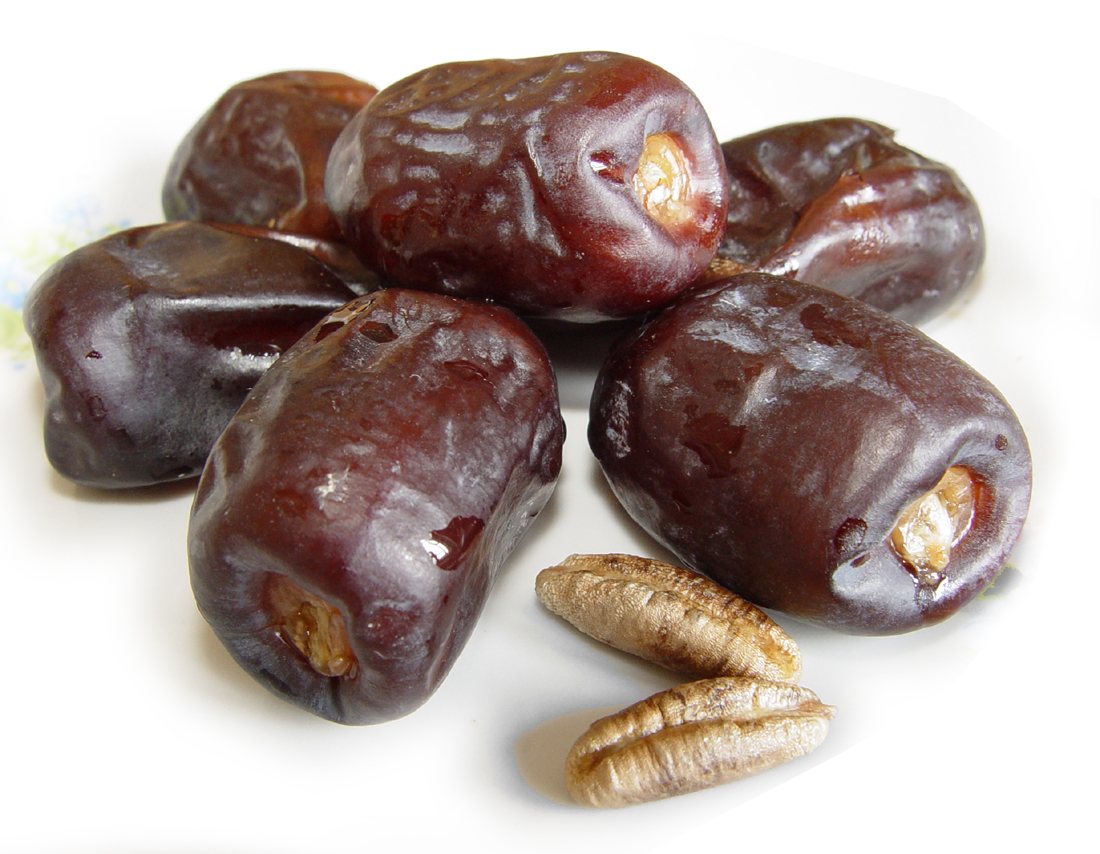
يُعدُّ التَّمر إحدى الصَّادرات الإحسائية المُهمّة إلى المناطقِ المُجاوِرة.

وفقًا لما أورده سالدانا في تقريره عن الخليج العربي فإنَّ سواحل الخليج تنعمت بالاستقرار والأمان في ظل حكم بني خالد مما أدى إلى ازدهارِ المنطقة في التِّجارة. كذلكَ اهتم الأمراءُ الخوالد بالموانئ وكان ميناءا القطيف والعقير يقعان تحت حُكمِهم، صادفت فترة حكم بني خالد اتساع التِّجارة الدُّوَليَّة بين آسيا وأوروبا وظهورُ الشَّركات والقوَّة الأوروبية في الخليجِ العربيّ في منتصفِ القرن السابع عشر مما زاد الحركة التِّجاريّة فزادَ اهتمام الخوالد في حمايةِ هذه الموانئ وحسنُ معاملة التُّجّار، كانت أهم الوارِدات بضائعِ الهِند البريطانيّة من التوابل والمعادن إلى موانئ بني خالد مباشرة أو تصل برًّا عن طريقِ مسقط في عُمان والبصرة في العِراق، واكتفت الصَّادرات الخالدية ببيعِ اللُّؤلؤ والجواهر والخيل والملابس والتُّمور ومعظمها تُباع في المناطقِ المُجاورة، وجعل اضطراب أحوال الدُّول المُجاورة أهميةً لمنطقةِ الأحساء أمامَ التُّجار لحمايةِ بضائعهم مما ساهمَ في ازدهارِ تجارة المنطقة، ولعلّ ما ذكره سالدانا عن حريّة التّجارة في الأحساء والضَّرائب المُعتدلة تُبَين مدى أهمية منطقةِ الأحساء موقعًا مُهمًا للتِّجارة في الخليج العربي إذ إنَّ الضرائب في موانئ بني خالد لم تكن عالية بالمقارنة مع موانئ الدُّول الأُخر، وهذا الواضح بما جاء من الوائلي في كتابه عن رأي سالدانا في مينائي القطيف والعقير قائلا: «هذين الميناءين كانت الضرائب المفروضة على البضائع المستوردة ليست عالية، إذا ما قيست بالضرائب المفروضة في موانئ أخرى واقعة على الخليج العربي، وذلك أنَّ حكومة القطيف تحسن معاملة التجار، الذين يتمتعون فيها بالحماية الكاملة لأشخاصهم وممتلكاتهم».

## قائمة الأمراء الخوالد
| القائمة | القائمة                             | القائمة                    | القائمة |
| #       | الأمير                              | فترة الحُكم                 | نُبذة |
| ------- | ----------------------------------- | -------------------------- | --- |
| 1       | برَّاك بن غُرَيْر                        | 1079 - 1093هـ 1669 - 1683م | أوّلُ أمير خالدي من آل حُميد يحكمُ الأحساء حكمًا عربيًّا مباشرًا بعد استسلام الحامية العُثمانية له وأتخذ المبرّز عاصمةً للدولة وبنى قصرًا ومسجدًا باسمه. |
| 2       | مُحمَّد بن غُرَيْر                        | 1093 - 1102هـ 1683 - 1691م | تعرضت الدولة في عهده للجراد والطاعون واستطاعَ توسيعَ نفوذ الإمارة وتثبيت أركانها السِّياسية وتُنسب له السُّلالة المُحمَّديّة. |
| 3       | ثُنيَّان بن برَّاك                       | 1102هـ 1691م               | حكمَ مُدة عامٍ واحدٍ فقط مُحاولًا توسعة نُفوذ الإمارة لكنه قُتل في إحدى غزواته. |
| 4       | سَعْدون بن مُحمَّد                       | 1102 - 1135هـ 1691 - 1723م | تنعمت الإمارة بأمانٍ واستقرار في عهده ويعد بعض من المؤرخين فترة حُكم سعدون عصرًا ذهبيًا للإمارة وكان له نفوذًا قويًا في منطقةِ نجد وكانت له مدفعية يستخدمها لضرب المُدن وفي عهدهِ استوطنَ العُتوب منطقة الكُوَيت ووفرَ لهم الحماية.                                     |
| 5       | عليّ بن مُحمَّد                         | 1135 - 1148هـ 1723 - 1736م | تنازعَ مع أبناء أخيه على السُّلطة لينتهي الأمر في استيلائه على السُّلطة وشكلَ تحالفٌ عسكريًا مع شريف مكة ضد قبيلة الظّفير. |
| 6       | سُلَيمان بن مُحمَّد                      | 1148 - 1165هـ 1736 - 1752م | وصلت الإمارة في عهده إلى أقصى اتساعٍ جغرافي لتصل إلى حدود العِراق والشّام واشتهر في حادثته مع الإمام مُحمّد بن عبد الوّهاب فقد كان مُعاديًا لدعوته وأمر بطرده من العيينة.                                                                                         |
| 7       | عُرَيْعر بن دُجَين                       | 1165 - 1188هـ 1752 - 1774م | استطاع تثبيت أركان الدولة بعد نزاعاتٍ داخلية واشتهر بكونه من الأمراء الذين حاربوا دعوة محمد بن عبد الوهاب وإمارة الدّرعية حيثُ خاضَ ثلاث حملاتٍ كُبرى ضد الدّرعية واستعان بقلة من المُساعدات من قبائل نجد ونجران ولكن حملاته بائت بالفشل وتُنسب له سلالة آل عريعر. |
| 8       | بِطين بن عُرَيْعر                       | 1188هـ 1774م               | حكمَ الإمارة لأقل من سنة وتراجع عن مُحاربة الدّرعية ومات مخنوقًا من إخوانه. |
| 9       | دُجَين بن عُرَيْعر                       | 1188هـ 1774م               | حكمَ الإمارة لأقل من سنة ومات مسمومًا ويُعتَقد أن أخاه سعدون هو الذي سمَّه. |
| 10      | سَعْدون بن عُرَيْعر                      | 1188 - 1200هـ 1774 - 1785م | خلال حُكمه تعرضت الدولة لخسائر جغرافية كبيرة وحاولَ استرداد قوة الدولة ولكنه فشل وفرَّ إلى الدّرعية بعد انقلاب خاله عبد المحسن واخوته بمساعدة قبيلة المنتفق على حُكمه.                                                                                          |
| 11      | دُوَيْحِس بن عُرَيْعر و عبد المحسن السِّرداح | 1200 - 1204هـ 1785 - 1789م | خاضوا معارك عديدة مع الوَّهابيين ولكنهم هُزموا في إحدى المعارك مما أدى إلى فرارهم وفي عهدهم حدثت اضطرابات أدت إلى تقسيم الدولة إلى جزئين. |
| 12      | زَيد بن عُرَيْعر                        | 1204 - 1208هـ 1789 - 1792م | استطاع أن يجمع وحدة بني خالد وأن يقاومَ غزو الوّهابيين للأحساء ولكنه فشل ودخلَ برّاك بن عبد المحسن والموالين له المبرّز ونصبَ نفسه أميرًا على بني خالد فغادرَ زيد إلى العراق.                                                                                     |
| 13      | برَّاك بن عبد المحسن السِّرداح          | 1208 - 1211هـ 1792 - 1796م | بعد وصولِ الجيوش الوَّهابيّة إلى أبواب مُدن الأحساء هربَ برّاك من المبرّز وقيلَ أنه قُتل في إحدى غارات الوهابيين ويُعدُّ آخر الأمراء الخوالد من آل حُميد. |

## انظُر أيضًا
الأقاليمُ التّاريخيّة
- تاريخ الأحساء
- تاريخ نجد

الدُّوَلُ التّاريخيّة
- الإمبراطورية البُرتُغالية
- الدَّولة السَّعُوديَّة الأوّلى
- الدَّولة العُثمانيَّة

### هوامش
- أ: برفع الحاء وفتح الميم وسكون الياء والدّال، هم ذرية عثمان بن مسعود بن ربيعة بن حميد واشتهروا باسم جدهم حميد.[63]
- ب: قال عبد الكريم بن عبد الله الوهبي في كتابه (بنو خالد وعلاقتهم بنجد) «عقيل (1060هـ/1650م): يرتبط اسم هذا الزعيم بتأسيس الكوَيت ويُعرف بأنه عقيل (ابن عريعر) ومن المحتمل أنه عقيل بن غرير حيث ذُكر أنه أخٌ لبراك ثم نُسبَ كل من عقيل وبرّاك إلى عريعر مع أن عريعر المعروف في آل حميد أحدُ أحفاد محمد شقيق براك ويبدو أن هذا الخطأ حدث بسبب شهرة عريعر».[64]

### فهرس المراجع
1. ↑  الوهبي (1989)، ص. 120.
2. ↑  الوذيناني (2009)، ص. 55.
3. ↑  الوهبي (1989)، ص. 125.
4. ↑  الوهبي (1989)، ص. 126.
5. ↑  الوهبي (1989)، ص. 127-137.
6. ↑  الوهبي (1989)، ص. 140.
7. ↑  1. الوذيناني (2009)، ص. 64.
2. الخالدي (2010)، ص. 107.
8. ↑  الخالدي (2010)، ص. 107.
9. ↑  الوهبي (1989)، ص. 182.
10. ↑  1. الوهبي (1989)، ص. 355.
2. الوذيناني (2009)، ص. 74.
11. ↑  الوهبي (1989)، ص. 189.
12. ↑  الوهبي (1989)، ص. 191.
13. ↑  الوهبي (1989)، ص. 192.
14. ↑  الخالدي (2010)، ص. 126.
15. ↑  الوهبي (1989)، ص. 197.
16. ↑  1. الوذيناني (2009)، ص. 77.
2. الخالدي (2010)، ص. 126.
17. ↑  الوهبي (1989)، ص. 198.
18. ↑  الوذيناني (2009)، ص. 80.
19. ↑  الوهبي (1989)، ص. 200.
20. ↑  غرايبة (1960)، ص. 250.
21. ↑  الوهبي (1989)، ص. 207.
22. ↑  غرايبة (1960)، ص. 251.
23. ↑  الوهبي (1989)، ص. 204.
24. ↑  الوهبي (1989)، ص. 209.
25. ↑  الوهبي (1989)، ص. 211.
26. ↑  إنغام (1995)، ص. 238.
27. ↑  1. الوهبي (1989)، ص. 214.
2. الخالدي (2010)، ص. 128.
28. ↑  الدخيل (2003)، ص. 110.
29. ↑  الوذيناني (2009)، ص. 83.
30. ↑  1. الوائلي (2004)، ص. 45.
2. الخالدي (2010)، ص. 129.
31. ↑  الوهبي (1989)، ص. 377.
32. ↑  الخالدي (2010)، ص. 130.
33. ↑  الوهبي (1989)، ص. 220.
34. ↑  الوذيناني (2009)، ص. 95.
35. ↑  الوهبي (1989)، ص. 221.
36. ↑  1. الوهبي (1989)، ص. 226.
2. الوائلي (2004)، ص. 48.
37. ↑  الوائلي (2004)، ص. 49.
38. ↑  1. الخالدي (2010)، ص. 131.
2. أبو حاكمة (1967)، ص. 34.
39. ↑  الوهبي (1989)، ص. 229.
40. ↑  الوائلي (2004)، ص. 50.
41. ↑  الوذيناني (2009)، ص. 202.
42. ↑  الوذيناني (2009)، ص. 208.
43. ↑  الوائلي (2004)، ص. 63.
44. ↑  الخالدي (2010)، ص. 134.
45. ↑  الوذيناني (2009)، ص. 224-225.
46. ↑  الوهبي (1989)، ص. 286.
47. ↑  الوذيناني (2009)، ص. 227.
48. ↑  الوهبي (1989)، ص. 295-296.
49. ↑  1. الوذيناني (2009)، ص. 251.
2. الوائلي (2004)، ص. 66.
50. ↑  الخالدي (2010)، ص. 136.
51. ↑  الوهبي (1989)، ص. 311.
52. ↑  الوائلي (2004)، ص. 68.
53. ↑  الوهبي (1989)، ص. 336.
54. ↑  الوهبي (1989)، ص. 380.
55. ↑  الوائلي (2004)، ص. 90-91.
56. ↑  الخالدي (2010)، ص. 178.
57. ↑  1. الوائلي (2004)، ص. 79.
2. الوهبي (1989)، ص. 383.
58. ↑  الخالدي (2010)، ص. 180.
59. ↑  الوهبي (1989)، ص. 368.
60. ↑  الوهبي (1989)، ص. 371.
61. ↑  الوائلي (2004)، ص. 96.
62. ↑  الخالدي (2010)، ص. 227.
63. ↑  الخالدي (2010)، ص. 98.
64. ↑  الوهبي (1989)، ص. 353-354.

### بيانات المراجع المُفصَّلة
الكتب مُرتَّبة حسب تاريخ النَّشر
- عبد الكريم الغرايبة (1960)، مقدمة تاريخ العرب الحديث: 1500 - 1918 (ط. 1)، دمشق: جامعة دمشق، OCLC:43229476، OL:44506379M، QID:Q116805654
- لمع الشهاب في سيرة محمد بن عبد الوهاب، تحقيق: أحمد أبو حاكمة، بيروت، 1967، QID:Q117829769{{استشهاد}}:  صيانة الاستشهاد: آخرون (link) صيانة الاستشهاد: مكان بدون ناشر (link)
- عبد الكريم بن عبد الله المنيف الوهبي (1989)، بنو خالد وعلاقتهم بنجد: 1080-1208هـ/1669-1794م (ط. 1)، الرياض: دار ثقيف للنشر والتأليف، LCCN:90965812، OCLC:4770620295، OL:18402069M، QID:Q115756960
- بروس إنغام (1995)، قبيلة الظفير: دراسة تاريخية لغوية مقارنة، ترجمة: عطية بن كريم الظفيري، تقديم: حمد الجاسر (ط. 2)، الرياض، OCLC:4770619895، QID:Q116886441{{استشهاد}}:  صيانة الاستشهاد: مكان بدون ناشر (link)
- سليمان الدخيل (2003)، البحث عن أعراب نجد وعما يتعلق بهم، تحقيق: مهدي النجم (ط. 1)، بيروت: الدار العربية للموسوعات، LCCN:2003489926، OCLC:56343418، OL:23600945M، QID:Q116871720
- جزائر جليل الوائلي (2004)، إمارة بني خالد في شرقي الجزيرة العربية: 1073هـ/1662م-1210هـ/1795م، بغداد: الجامعة المستنصرية، QID:Q116842806
- خلف بن دبلان الوذيناني (2009). الأحساء: في القرن الثاني عشر الهجري (ط. 1). القاهرة: دار القاهرة. ISBN:977-6048-58-7. LCCN:2009322490. OCLC:320466187. OL:24901796M. QID:Q116266962.
- محمد يوسف الخالدي (2010)، قبيلة بني خالد في الجزيرة العربية: دراسة تاريخية عن ذرية خالد بن الوليد المخزومي (ط. 1)، بيروت: الدار العربية للموسوعات، LCCN:2010322892، OCLC:525242376، OL:25075738M، QID:Q116257101

## وصلاتٌ خارجيّة
- الزامل، فيصل (2 يونيو 2007). "هكذا دالت دولة بني خالد". جريدة الأنباء. مؤرشف من الأصل في 2019-08-29.
- الشيباني، محمد (26 أبريل 2021). "دولة بني عريعر واستيطان الكويتيين في مناطق نفوذهم". مجلة تراثنا. مؤرشف من الأصل في 2022-04-24.
- المعاضيد، خالد. "قطر في عصر دولة بني خالد (1789-1525)". مؤرشف من الأصل في 2023-06-02.

| الإمارة الخالدية الأولى |                           |                             |
| سبقه الدَّولةُ العُثمانيَّة   | تاريخُ الأحساء 1669 - 1796 | تبعه الدَّولةُ السُّعوديَّة الأولىٰ |